# Листя трави
«Листя трави» (англ. «Leaves of Grass») — збірка віршів американського поета Волта Вітмена. Збірка вийшла 4 липня 1855 року у бруклінському видавництві «Роум Бразерс». Вітмен видав «Листя трави» власним коштом, накладом у 800 примірників, книга погано продавалася. Посприяв популярності книги серед читацького загалу найбільший тогочасний мислитель США Ральф Волдо Емерсон, який побачив у збірці «найнезвичайніший витвір розуму і красномовства, що дотепер з'явився в Америці» та назвав Вітмена «новим поетом нової Америки».
Перше видання містило всього 12 віршів та поем. Решту свого життя Вітмен публікував наступні редакції збірки, остання з яких містила понад 400 віршів. Найвідоміші твори збірки: «Пісня про себе», «Я співаю про тіло електричне», «Коли востаннє цвів у дворі бузок», «О капітане! Мій капітане!», «Читаючи книжку».

## Історія виникнення
«Листя трави» виводиться від есе Ральфа Волдо Емерсона під назвою «Поет», опублікованого 1844 року, в якому виражена потреба США у своєму власному та унікальному поеті, що повинен писати про переваги та пороки цієї нової країни. Прочитавши есе, Вітмен свідомо відповів на заклик Емерсона і почав роботу над першим виданням «Листя трави». Вітмен згадував вплив Емерсона, заявляючи: «Я варився, варився, варився, а Емерсон довів мене до кипіння».
15 травня 1855 р Вітмен зареєстрував назву «Листя трави» у секретаря Південного окружного суду США в Нью-Джерсі і отримав авторські права. Перше видання вийшло 4 липня 1855 року в Брукліні, в друкарні двох шотландських іммігрантів Джеймса та Ендрю Ромів, яких Вітмен знав з 1840-х рр. Друкарня була розташована на розі Фултон-стріт (зараз Кедман-плаза-Вест) і Кренберрі-стріт, на місці сучасних багатоквартирних будинків, названих на честь Вітмена. Вітмен заплатив за тираж і сам займався друкарським набором першого видання. У книзі не вказувалося ім'я автора, замість нього була оформлена гравюра Семюела Голліера, що зображає Вітмена в робочому одязі і вишуканому капелюсі, з руками в боки. Перша реклама цього видання була такою: «Любителям літературних цікавинок». Книг було продано мало, але Вітмен не впадав у відчай.

## Критика та відгуки
Після видання збірки Вітмена звільнили з роботи у Міністерстві внутрішніх справ. Це відбулось після ознайомлення міністра внутрішніх справ Джеймса Гарлана з текстом твору. Він вважав його ганебним. Вважається, що поет Джон Ґрінліф Вітьєр спалив свій примірник твору видавництва 1855 року. Томас Вентворт Гіґґінсон писав: «Волта Вітмена дискредитує не те, що він написав „Листя трави“, а те, що він не спалив рукопис після написання». Негативний відгук критика Руфуса Вілмота Грізвольда ледве не став причиною відмови від випуску другого видання збірки. Він запідозрив Волта Вітмена у гомосексуальності, «цьому бридкому гріху, про який не слід навіть згадувати християнам». Критик назвав його збірку «нагромадженням дурних непристойностей», а самого автора — «бридким чужоложцем». Вітмен включив повний текст Грізвольда до наступного видання збірки «Листя трави».
В одному з перших оглядів зверталась увага на особистість анонімного поета, якого називали неробою. Інший оглядач розглядав твір як дивну спробу оживити давно забуті ідеї трансценденталістів, «спекуляції цього філософського напрямку, що досяг розквіту в Бостоні п'ятнадцять-вісімнадцять років тому». Емерсон схвалив твір почасти тому, що вважав його засобом відродження трансцеденталізму, проте він радив Вітмену пом'якшити сексуальну образність у 1860 році.
1 березня 1882 року бостонський окружний прокурор Олівер Стівенс написав видавцю Вітмена Джеймсу Р. Осґуду, що «Листя трави» являє собою «порнографічну літературу». За рекомендацією Новоанглійського товариства поборювання гріха, він писав: «Ми вважаємо, що книга підпадає під визначення загальних законів щодо порнографічної літератури та припускає правомірність її вилучення як з обігу, так і припинення подальшого видання». Стівенс вимагав повністю виключити зі збірки наступні вірші: «Жінка чекає на мене», «Вулична повія», а також відредагувати твори: «Пісня про себе», «Сплячі», «Обличчя», «Вільний я», «Любовна гра орлів», «Прості миті», «Я співаю про тіло електричне», «Біля берегів синього Онтаріо», «Запруджені ріки мої».
Вітмен відкидав всю цензуру та писав Осґурду: «Список в цілому і в деталях мною відхилений, про це не може бути мови за жодних обставин». Тоді Осґурд відмовився перевидавати його книгу та повернув друкарські форми Вітмену, коли пропозиції про виключення і редагування окремих віршів були відкинуті. Поет знайшов нове видавництво, яке випустило книгу у 1882 році. Вітмен вважав, що суперечливі моменти книги підвищать її продаж. Врешті, цей прогноз виявився вірним. Перший тираж, який випустили 18 червня, був одразу ж розпроданий.
Однак не всі відгуки були виключно негативним. Так, критик Вільям Майкл Россетті вважав «Листя трави» класикою поряд з творами Вільяма Шекспіра та Данте Аліг'єрі. Одна жінка зі штату Коннектикут після прочитання «Листя трави» написала Вітмену листа з освідченням у коханні. Критик та редактор Джордж Ріплі вважав деякі фрагменти збірки Вітмена надихаючими.
Збірка входить до Всесвітньої бібліотеки (перелік з найвагомішими творами світової літератури Норвезького книжкового клубу).

## Культура
- «Листя трави» зустрічається у книзі Джона Ґріна «Паперові міста».
- В 2009 році вийшов однойменний фільм, у якому згадується назва збірки.
- «Листя трави» відіграє важливу роль у телесеріалі «Пуститися берега». Так, один із епізодів назвали на честь поеми зі збірки, а ініціали головного героя збігаються з ініціалами автора.

## Переклади українською
- Уолт Уїтмен. Листя трави: поезії: пер. з англ. / Вступ.ст., пер. Віталій Коротич; Ред.-упоряд. Віктор Коптілов. — Київ: Дніпро, 1969. — 195 с.
- Вітмен, Волт. Листя трави / переклад з англійської та передмова Максима Стріхи. — Київ: Комубук, 2025[7].